# 百官公卿表
百官公卿表，是漢代班固編寫《漢書》首創記載漢朝中央職官歷任情況的〈表〉，分為十四級、三十四官格的簡表，先敘官名、職秩、印授等，然後書年以表其姓名。班固又作序，概述先秦各代設官分職的源流及沿革，詳盡地記載了秦漢時期從中央到地方各級職官的設置，及其職守與品秩。
後人非常推崇〈百官公卿表〉，由於“百代皆行秦法制”，秦、漢中央集權的國家政權組織形式基本爲歷代王朝所沿襲，因而百官公卿表不僅是研究秦、漢官制的重要材料，也是研究中國古代官制史和政治制度史的珍貴史料。

## 延伸阅读
[在维基数据编辑]
 《漢書·卷018》，出自班固《漢書》